# Haus Steiner
Haus Steiner är en privatbostad i Hietzing i Wien, ritad av Adolf Loos och uppförd 1910.

## Beskrivning
Loos ritade denna villa för Hugo och Lilly Steiner. Hugo Steiner var en förmögen klädfabrikant och hade särskilda önskningar angående rumsutformningen. Haus Steiner, som har en golvyta på 410 kvadratmeter, var Loos första villa. Den har fyra våningar, inklusive källar- och vindsvåning. Arkitekten Heinrich Kulka menar, att Haus Steiner föregriper funktionalismen med sitt rena och ändamålsenliga arkitektoniska program.

### Webbkällor
- ”Steiner House”. Great Buildings. http://www.greatbuildings.com/buildings/Steiner_House.html. Läst 5 januari 2016.